# Josef Černý (hokeista)
Josef Černý (ur. 18 października 1939 w Rožmitálu pod Třemšínem, zm. 24 lipca 2025) – czeski hokeista, reprezentant Czechosłowacji, czterokrotny olimpijczyk. Trener hokejowy.

## Kariera zawodnicza
- Spartak Pilzno (1957-1958)
- Rudá Hvězda Brno (1958-1978)
- ATSE Graz (1978–1979)

Uczestniczył w turniejach mistrzostw świata w 1959, 1961, 1963, 1965, 1966, 1967, 1969, 1970, 1971 oraz zimowych igrzysk olimpijskich 1960, 1964, 1968, 1972.

## Sukcesy i wyróżnienia
Reprezentacyjne
- Brązowy medal mistrzostw świata: 1959, 1963, 1969, 1970
- Brązowy medal zimowych igrzysk olimpijskich: 1964, 1972
- Srebrny medal mistrzostw świata: 1961, 1965, 1966, 1971
- Srebrny medal zimowych igrzysk olimpijskich: 1968

Klubowe
- Srebrny medal mistrzostw Czechosłowacji: 1958 ze Spartakiem Pilzno
- Złoty medal mistrzostw Czechosłowacji: 1960, 1961, 1962, 1963, 1964, 1965, 1966 z Brnem
- Puchar Europy: 1966, 1967, 1968 z Brnem

Indywidualne
- Liga czechosłowacka 1963/1964:
  - Pierwsze miejsce w klasyfikacji strzelców: 44 gole
  - Pierwsze miejsce w klasyfikacji kanadyjskiej: 56 punktów
- Hokej na lodzie na Zimowych Igrzyskach Olimpijskich 1964:
  - Skład gwiazd turnieju
- Mistrzostwa świata w 1964:
  - Skład gwiazd turnieju
- Liga czechosłowacka 1969/1970:
  - Pierwsze miejsce w klasyfikacji strzelców: 32 gole

Wyróżnienia
- Galeria Sławy IIHF: 2007
- Galeria Sławy czeskiego hokeja na lodzie: 2008

## Kariera trenerska
- WAT Stadlau (1979-1983)
- MsHK Zilina (1983-1984)
- HC Prostějov (1984–1985)
- SK Kralovo pole (1985–1989)
- HC Ytong Brno (1994–1996)
- HK Kromeriz (1996–1997)
- HC Kometa Brno (1997–1999)
- HC Ytong Brno (1999–2000)
- HC Zdar nad Sazavou (2000–2001)
- HC Kometa Brno (2001–2002)
- HC Kometa Brno U18 (2005–2010)